# Lipno (gmina, Grande-Pologne)
Pour les articles homonymes, voir Lipno.
Lipno est une gmina rurale du powiat de Leszno, Grande-Pologne, dans le centre-ouest de la Pologne. Son siège est le village de Lipno, qui se situe environ 8 km au nord de Leszno et 59 km au sud-ouest de la capitale régionale Poznań.
La gmina couvre une superficie de 103,85 km2 pour une population de 5 720 habitants.

## Géographie

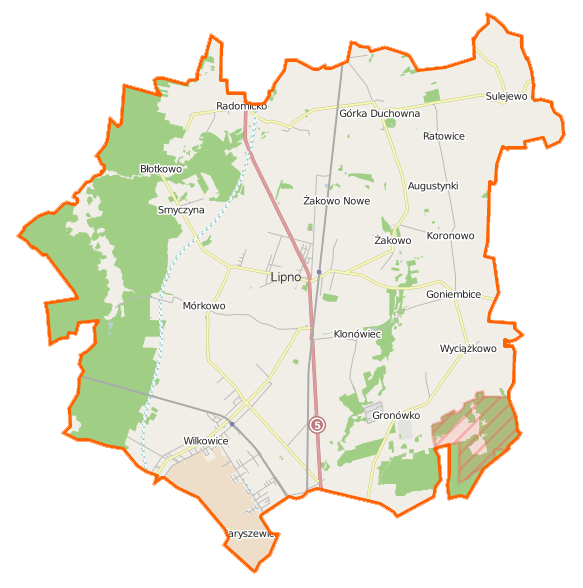
Plan de la gmina.

La gmina inclut les villages de:
- Goniembice
- Górka Duchowna
- Gronówko
- Klonówiec
- Koronowo
- Lipno
- Mórkowo
- Radomicko
- Ratowice
- Smyczyna
- Sulejewo
- Targowisko
- Wilkowice
- Wyciążkowo
- Żakowo

### Gminy voisines
La gmina de Lipno est bordée des gminy de :
- Leszno
- Osieczna
- Śmigiel
- Święciechowa
- Włoszakowice

## Structure du terrain
D'après les données de 2002, la superficie de la commune de Lipno est de 103,43 km2, répartis comme tel :
- terres agricoles : 71 %
- forêts : 21 %

La commune représente 12,85 % de la superficie du powiat.

## Démographie
Données du 30 juin 2004 :
| Description        | Total  | Total | Femmes | Femmes | Hommes | Hommes |
| ------------------ | ------ | ----- | ------ | ------ | ------ | ------ |
| Unité              | Nombre | %     | Nombre | %      | Nombre | %      |
| population         | 5 597  | 100   | 2 794  | 49,9   | 2 803  | 50,1   |
| Densité (hab./km²) | 54,1   | 54,1  | 27     | 27     | 27,1   | 27,1   |